# Genista libanotica
Genista libanotica är en ärtväxtart som beskrevs av Pierre Edmond Boissier. Genista libanotica ingår i släktet ginster, och familjen ärtväxter. Inga underarter finns listade i Catalogue of Life.